# United States Census 1880
Der United States Census 1880 war die zehnte Volkszählung in den USA seit 1790. Als Ergebnis der Auszählung wurde für die USA zum Stichtag 1. August 1880 eine Bevölkerungszahl von 50.189.209 Einwohnern ermittelt (30,2 % mehr als zum Census 1870).
Wie bei der Volkszählung 1870 wurden zahlreiche Angaben erhoben. Der Erhebungsbogen 1880 bestand aus fünf Teilen, davon wurden vier von dem Erfassungspersonal ausgefüllt. Der erste Teil betraf die demographischen Daten, Teil 2 die Mortalität (wie 1870 mit Personenstand, Geburtsort der Eltern, Aufenthaltsdauer in den USA, Ort der Aufdeckung der Krankheit bzw. Sterbeort), der dritte Teil landwirtschaftliche Daten (soweit zutreffend).
Der vierte Teil wurde nicht durch das Erfassungspersonal, sondern durch gesondert beschäftigtes Personal erfasst. Es handelte sich um die Steuer- und Schuldenlast sowie Daten zur Infrastruktur.
Teil 5 wurde herkömmlich erfasst und betraf das Handwerk (soweit zutreffend).
Erstmals durften auch Frauen die Erhebung durchführen. Die Daten sind auch heute noch als Mikrodaten verfügbar. Da die Auszählung der Daten mehr als sieben Jahre dauerte, wurde Herman Hollerith mit der Entwicklung einer Rechenmaschine für die Volkszählung 1890 beauftragt. Im Übrigen wurde der hohe Anstieg der Bevölkerung zum Census 1870 angezweifelt und vermutet, dass es bei der Volkszählung 1870 zu einer Untererfassung gekommen war.
Durch die Volkszählung 1880 wurde das Alabama-Paradoxon aufgedeckt bzw. entdeckt.
Die in den alle zehn Jahre stattfindenden Volkszählungen der Vereinigten Staaten ermittelten Einwohnerzahlen der Bundesstaaten sind der Schlüssel zur Festlegung der Anzahl der Abgeordneten aus diesen Bundesstaaten im Repräsentantenhaus der Vereinigten Staaten. Die Anpassung wird in der Regel im übernächsten Kongress nach einer Volkszählung vorgenommen.   

## Bundesstaaten nach Einwohnerzahl
Bundesstaaten der USA nach Einwohnerzahl im Jahr 1880.
| Rang | Bundesstaat          | Einwohnerzahl |
| ---- | -------------------- | ------------- |
| 1    | New York             | 5.082.871     |
| 2    | Pennsylvania         | 4.282.891     |
| 3    | Ohio                 | 3.198.062     |
| 4    | Illinois             | 3.077.871     |
| 5    | Missouri             | 2.168.380     |
| 6    | Indiana              | 1.978.301     |
| 7    | Massachusetts        | 1.783.085     |
| 8    | Kentucky             | 1.648.690     |
| 9    | Michigan             | 1.636.937     |
| 10   | Iowa                 | 1.624.615     |
| 11   | Texas                | 1.591.749     |
| 12   | Tennessee            | 1.542.359     |
| 13   | Georgia              | 1.542.180     |
| 14   | Virginia             | 1.512.565     |
| 15   | North Carolina       | 1.399.750     |
| 16   | Wisconsin            | 1.315.497     |
| 17   | Alabama              | 1.262.505     |
| 18   | Mississippi          | 1.131.597     |
| 19   | New Jersey           | 1.131.116     |
| 20   | Kansas               | 996.096       |
| 21   | South Carolina       | 995.577       |
| 22   | Louisiana            | 939.946       |
| 23   | Maryland             | 934.943       |
| 24   | Kalifornien          | 864.694       |
| 25   | Arkansas             | 802.525       |
| 26   | Minnesota            | 780.773       |
| 27   | Maine                | 648.936       |
| 28   | Connecticut          | 622.700       |
| 29   | West Virginia        | 618.457       |
| 30   | Nebraska             | 452.402       |
| 31   | New Hampshire        | 346.991       |
| 32   | Vermont              | 332.286       |
| 33   | Rhode Island         | 276.531       |
| 34   | Florida              | 269.493       |
| 35   | Colorado             | 194.327       |
| ...  | District of Columbia | 177.624       |
| 36   | Oregon               | 174.768       |
| 37   | Delaware             | 146.608       |
| ...  | Utah                 | 143.963       |
| ...  | New Mexico           | 119.565       |
| ...  | South Dakota         | 98.268        |
| ...  | Washington           | 75.116        |
| 38   | Nevada               | 62.266        |
| ...  | Arizona              | 40.440        |
| ...  | Montana              | 39.159        |
| ...  | North Dakota         | 36.909        |
| ...  | Idaho                | 32.610        |
| ...  | Wyoming              | 20.789        |

## Städte nach Einwohnerzahl
Die 20 bevölkerungsreichsten Städte der USA nach Einwohnerzahl im Jahr 1890. Mit New York City hatte erstmals eine amerikanische Stadt über eine Million Einwohner.
| Rang | Stadt         | Bundesstaat          | Einwohnerzahl |
| ---- | ------------- | -------------------- | ------------- |
| 1    | New York City | New York             | 1.206.299     |
| 2    | Philadelphia  | Pennsylvania         | 847.170       |
| 3    | Brooklyn      | New York             | 566.663       |
| 4    | Chicago       | Illinois             | 503.185       |
| 5    | Boston        | Massachusetts        | 362.839       |
| 6    | St. Louis     | Missouri             | 350.518       |
| 7    | Baltimore     | Maryland             | 332.313       |
| 8    | Cincinnati    | Ohio                 | 255.139       |
| 9    | San Francisco | Kalifornien          | 233.959       |
| 10   | New Orleans   | Louisiana            | 216.090       |
| 11   | Cleveland     | Ohio                 | 160.146       |
| 12   | Pittsburgh    | Pennsylvania         | 156.389       |
| 13   | Buffalo       | New York             | 155.134       |
| 14   | Washington    | District of Columbia | 147.293       |
| 15   | Newark        | New Jersey           | 136.508       |
| 16   | Louisville    | Kentucky             | 123.758       |
| 17   | Jersey City   | New Jersey           | 120.722       |
| 18   | Detroit       | Michigan             | 116.340       |
| 19   | Milwaukee     | Wisconsin            | 115.587       |
| 20   | Providence    | Rhode Island         | 104.857       |